# Jan Veselý (letec)
Jan Veselý (17. května 1906 Přehořov – 16. října 1940 Londýn u Bentley Priory) byl český vojenský pilot, příslušník 311. československé bombardovací perutě a oběť druhé světové války.

## Život

### Před druhou světovou válkou
Jan Veselý se narodil 17. května 1906 v Přehořově na Táborsku v rodině kováře Matěje a Marie Veselých. Matka mu zemřela na Španělskou chřipku, když mu bylo dvanáct let. V rodné vsi vychodil pětitřídní obecnou školu, následně studoval na gymnáziu v Soběslavi a na Státním učitelském ústavu tamtéž. Během prezenční vojenské služby se rozhodl stát vojákem z povolání a nastoupil v roce 1926 ke studiu na Vojenskou akademii v Hranicích, kterou ukončil v roce 1928 jako poručík pěchoty. V říjnu 1931 přijat do pozorovatelské školy při Vojenském leteckém učilišti v Prostějově a nakonec po absolvování řady kurzů na různých letištích získal kvalifikaci vojenského pilota. V čase všeobecné mobilizace na podzim 1938 sloužil u Leteckého pluku 5 v Brně. Dosáhl hodnosti kapitána.

### Druhá světová válka
Po německé okupaci opustil Jan Veselý v dubnu 1939 ilegálně Protektorát Čechy a Morava a přes Polsko se dostal do Francie. Zde byl nucen okolnostmi podepsat vstup do cizinecké legie, po vypuknutí druhé světové války z ní byl společně s dalšími stažen a zařazen do bombardovacího letectva. Absolvoval přeškolení na francouzské stroje a zúčastnil se bitvy o Francii. Po jejím pádu v červnu 1940 se přes severní Afriku evakuoval do Spojeného království, konkrétně dorazil do Liverpoolu. Zde byl přijat do Royal Air Force a 29. července zařazen k 311. československé bombardovací peruti. Zde působil na strojích Vickers Wellington od 2. srpna 1940 jako velitel letky B. Jeho první operační let jej zavedl začátkem října 1940 nad Brémy. Hned další akce nad toto město dne 16. října 1940 pro něj a jeho posádku skončil tragicky. Veselého Vickers Wellington N2771 KX-H byl poškozen, mj. měl nefunkční vysílačku a navigační přístroje. S tímto hendikepem vletěl letoun v mlze do balónové baráže nad Londýnem a jedno z lan mu oddělilo pravé křídlo. Stroj se zřítil na tenisové hřiště u sídla Fighter Command v Bentley Priory. Až na Františka Truhláře zahynula celá posádka. Jan Veselý byl 21. října 1940 společně s ostatními pohřben na novém hřbitově v londýnské čtvrti Pinner.

## Posmrtná ocenění
- Janu Veselému byl in memoriam udělen Československý válečný kříž 1939
- Jan Veselý byl v roce 1991 in memoriam povýšen do hodnosti plukovníka
- Janu Veselému byl v rodném Přehořově v roce 2018 odhalen pomník